# Katherine Swynford
Katherine Swynford, nata de Roet (1350 – Lincoln, 10 maggio 1403), era la terza moglie di Giovanni Plantageneto, I duca di Lancaster.
Era stata l'amante del duca per molti anni prima del loro matrimonio. I figli della coppia, nati prima del matrimonio, furono successivamente legittimati durante il regno del nipote del duca, Riccardo II. Quando il figlio del duca dal suo primo matrimonio rovesciò Riccardo II, diventando Enrico IV, introdusse una disposizione secondo cui né loro né i loro discendenti avrebbero mai potuto reclamare il trono d'Inghilterra, tuttavia, la legittimità di tutti i diritti era uno statuto parlamentare che Enrico IV non aveva l'autorità di modificare.
I loro discendenti erano membri della famiglia Beaufort, che ebbe un ruolo importante nelle Guerra delle due rose. Enrico VII, che divenne re d'Inghilterra nel 1485, ottenne la sua pretesa dal trono da sua madre, Margaret Beaufort, che era una pronipote di Gand e Swynford.

## Biografia
Katherine era la figlia di Payne De Roet, un araldo fiammingo proveniente da Hainaut, nominato cavaliere poco prima della sua morte sul campo di battaglia. Aveva tre fratelli: Philippa, Walter e Isabel, che fu badessa del convento di San Waudru, a Mons, nell'odierno Belgio.
Probabilmente nacque ad Hainaut nel 1349 o 1350. La sua data di nascita potrebbe essere stata il 25 novembre, poiché quello è il giorno di Santa Caterina d'Alessandria.
Fu educata in un convento a Sheppey. Lasciò il convento quando aveva quindici anni e raggiunse la sorella Philippa (sposa del poeta inglese Geoffrey Chaucer), che faceva parte del seguito della regina Filippa di Hainaut, alla corte del re Enrico III d'Inghilterra.

### Matrimoni

#### Primo Matrimonio
Katherine era reputata molto bella e pur non disponendo di una dote in denaro riuscì a contrarre un matrimonio vantaggioso con il cavaliere inglese Hugh Swynford (1340-1372), che possedeva il maniero di Kettlethorpe, nel Lincolnshire e faceva parte del seguito di Giovanni Plantageneto, I duca di Lancaster. Le nozze furono celebrate attorno al 1366, quando Katherine aveva all'incirca sedici anni.

#### Secondo Matrimonio
Katherine venne nominata governante delle due figlie di Giovanni Plantageneto (sorelle del futuro re Enrico IV), e della sua prima moglie Bianca di Lancaster.
Poco dopo la morte di Bianca, Katherine divenne l'amante di Giovanni, che la ricompensò per le cure prestate alla moglie e alle figlie concedendole uno stemma, rosso con tre ruote dorate (Roet significa appunto ruota).
Nel 1371, mentre svolgeva il suo compito di soldato in Francia, morì Hugh Swynford, il marito di Katherine. Secondo le dicerie popolari fu avvelenato da Giovanni, ma tali voci non hanno alcun fondamento storico.
Nello stesso anno Giovanni si risposò con Costanza di Castiglia (figlia del re Pietro I di Castiglia).
Nel 1373 divenne la sua amante ufficiale. Intorno al 1381 la relazione si interruppe, e non si è a conoscenza del motivo. L'ipotesi più accreditata è la pressione dell'opinione pubblica attorno a questa relazione adulterina. Giovanni era diventando infatti l'uomo più potente del regno, essendo zio, tutore e reggente per il nuovo re Riccardo II, salito al trono ad appena 10 anni. La vita di Giovanni era sotto gli occhi di tutti.
Katherine tornò a Kettlethorpe coi quattro figli avuti da Giovanni. Ci si può rendere conto di come fosse vista Katherine dalle parole di alcuni cronisti delle abbazie di Saint Albans e Saint Mary che la definirono "a witch and a whore" (una strega e una meretrice) e "devil and enchantress" (demonio e incantatrice).
Nel 1394 Costanza di Castiglia morì. Giovanni decise di sposare la sua ex amante. Il matrimonio avvenne il 13 gennaio 1396 nella cattedrale di Lincoln. I Beaufort furono legittimati, a condizione che nessuno di loro rivendicasse il trono d'Inghilterra.
Dopo tre anni dal matrimonio Giovanni morì, e Katherine gli sopravvisse per quattro anni come duchessa vedova di Lancaster.

### Morte
Morì il 10 maggio 1403 e fu sepolta nella Cattedrale di Lincoln. I suoi resti non si trovano più in questo luogo poiché la tomba fu devastata nel 1644, durante la guerra civile inglese.
Il figliastro di Katherine divenne re Enrico IV deponendo e facendo imprigionare Riccardo II al Castello di Pontefract, di cui il figlio di Katherine Thomas Swynford era amministratore, e si dice che quest'ultimo abbia fatto morire di fame Riccardo per favorire il suo fratellastro Enrico.
La sua figliastra Caterina (figlia di Giovanni e Costanza) fu la bisnonna di Caterina d'Aragona, prima moglie di Enrico VIII e madre della regina Maria I.
Da Katherine, una donna di origini relativamente modeste, discesero i Tudor.

## Discendenza
Katherine e Hugh ebbero tre figli:
- Thomas (1368-1432)[2][8];
- Blanche (1370-?)[2];
- Margaret (1369-?)[2], poi entrata nel prestigioso convento noto come Barking Abbey, fosse loro figlia.

Katherine e Giovanni ebbero quattro figli:
- Giovanni (1371-1410), I conte di Somerset;
- Henry (1375-1447);
- Thomas (1377-1426), I duca di Exeter;
- Joan Beaufort, contessa di Westmorland (1379-1440)[9].